# Hugo Bonk
Hugo Bonk (ur. 3 lutego 1861, Lidzbark Warmiński, zm. 10 października 1936, Ostróda) – niemiecki historyk, nauczyciel, od 1907 przewodniczący Towarzystwa Historycznego Prus Górnych (niem. Oberländischer Geschichtsverein), autor pierwszego opracowania źródeł do historii Olsztyna w swoim Beiträge zur Geschichte Allensteins (1903).

## Publikacje
- De Davide, Israelitarum rege (z łac. O Dawidzie, królu Izraelitów), Regimonti, Königsberg (Królewiec) 1891 (praca doktorska)
- Die Städte und Burgen in Altpreussen (Ordensgründungen) in ihrer Beziehung zur Bodengestaltung, Königsberg 1895
- Das große Ämterbuch des deutschen Ordens (ok. 1896; rękopis znajduje się w zbiorach biblioteki Muzeum Zamkowego w Malborku) wydane pod red. W. Ziesemera, Danzig (Gdańsk) 1921
- seria Geschichte der Stadt Allenstein:
  - Bd. I: Beiträge zur Geschichte Allensteins: Festschrift zur Feier 550jährigen Stadtjubiläums am 31. Oktober 1903 (Przyczynek do Historii Olsztyna: Księga pamiątkowa na 550-lecie założenia miasta; powstałe na zlecenie władz miejskich), 1903
  - Bd. II, Teil 1.: Geschichte Allensteins in der ermländische Zeit (część pierwsza Darstellung der Geschichte Allensteins), Allenstein 1930
  - Bd. III: Allgemeine Urkunden bis 1815, Allenstein (Olsztyn) 1912
  - Bd. IV, Teil 2: Allgemeine Urkunden von 1772-1913, Allenstein 1914 (w dwóch tomach)
  - Bd. V, Teil 3.1: Schloss und Domkapitel, Allenstein 1926
  - Bd. V, Teil 3.2: Kirchenchroniken und Urkunden zur Geschichte der evangelischen Kirche in Allenstein, Allenstein 1926
  - Bd. V, Teil 3.3: Urkunden über Lukas David und die beiden Allensteiner Stipendien in Leipzig aus dem Mittelalter, Allenstein 1927
  - Bd. V, Teil 3.4: Urkunden über die Allensteiner Gewerke, Allenstein 1928
  - Bd. V, Teil 3.5: Behörden – Eisehnbahn – Garnison, Allenstein 1928

Dwanaście z szesnastu rozdziałów Geschichte Allensteins in der ermländische Zeit (części pierwszej Darstellung der Geschichte Allensteins) zostały wydane po polsku jako Historia Olsztyna 1353-1772 pod redakcją naukową Alicji Dobrosielskiej i Marka M. Pacholca.